# Liste der Nummer-eins-Hits in Ungarn (2017)
Dies ist eine Liste der Nummer-eins-Hits in Ungarn im Jahr 2017. Sie basiert auf der Top 40 album-, DVD- és válogatáslemez-lista und der Rádiós Top 40 játszási lista der Magyar Hanglemezkiadók Szövetsége (Mahasz), dem ungarischen Vertreter der International Federation of the Phonographic Industry.

## Singles
| ← 2016 ← | Liste der Nummer-eins-Hits in Ungarn | Liste der Nummer-eins-Hits in Ungarn    | Liste der Nummer-eins-Hits in Ungarn | 2018 →                    |
| \| Zeitraum \| Wo. ges. \| Interpret \| Titel Autor(en) \| Zusätzliche Informationen \| \| (Zeitraum, Wochen auf Platz eins, Interpret, Titel, Autor[en], zusätzliche Informationen) \| \| \| \| \| \| ----------------------------------------------------------------------------------------- \| -------- \| --------------------------------------- \| --------------------------------------------------------------------------------------------------------------------------------------------------------------------------------- \| ------------------------- \| \| 5. Dezember 2016 – 26. Januar 2017 7 Wochen (insgesamt 8) \| 8 \| Rag ’n’ Bone Man \| Human Rory Graham, Jamie Hartman \| – \| \| 27. Januar 2017 – 6. April 2017 10 Wochen (insgesamt 15) \| 15 \| Ed Sheeran \| Shape of You Ed Sheeran, Steve Mac, Johnny McDaid \| – \| \| 7. April 2017 – 27. April 2017 3 Wochen \| 3 \| Katy Perry feat. Skip Marley \| Chained to the Rhythm Max Martin, Sia Furler, Katy Perry, Ali Payami, Skip Marley \| – \| \| 28. April 2017 – 25. Mai 2017 4 Wochen (insgesamt 15) \| 15 \| Ed Sheeran \| Shape of You Ed Sheeran, Steve Mac, Johnny McDaid \| – \| \| 26. Mai 2017 – 15. Juni 2017 3 Wochen (insgesamt 9) \| 9 \| Luis Fonsi feat. Daddy Yankee \| Despacito Luis Fonsi, Erika Ender \| – \| \| 16. Juni 2017 – 22. Juni 2017 1 Woche (insgesamt 15) \| 15 \| Ed Sheeran \| Shape of You Ed Sheeran, Steve Mac, Johnny McDaid \| – \| \| 23. Juni 2017 – 27. Juli 2017 5 Wochen (insgesamt 9) \| 9 \| Luis Fonsi feat. Daddy Yankee \| Despacito Luis Fonsi, Erika Ender \| – \| \| 28. Juli 2017 – 10. August 2017 2 Wochen (insgesamt 10) \| 10 \| Robin Schulz feat. James Blunt \| OK James Blunt, Junkx, Steve Mac, Maureen McDonald, Robin Schulz \| – \| \| 11. August 2017 – 17. August 2017 1 Woche (insgesamt 9) \| 9 \| Luis Fonsi feat. Daddy Yankee \| Despacito Luis Fonsi, Erika Ender \| – \| \| 18. August 2017 – 7. September 2017 3 Wochen (insgesamt 10) \| 10 \| Robin Schulz feat. James Blunt \| OK James Blunt, Junkx, Steve Mac, Maureen McDonald, Robin Schulz \| – \| \| 8. September 2017 – 28. September 2017 3 Wochen (insgesamt 9) \| 9 \| Axwell Λ Ingrosso \| More Than You Know Sebastian Ingrosso, Salem Al Fakir, Axel Hedfors, Vincent Pontare, Richard Zastenker \| – \| \| 29. September 2017 – 5. Oktober 2017 1 Woche (insgesamt 10) \| 10 \| Robin Schulz feat. James Blunt \| OK James Blunt, Junkx, Steve Mac, Maureen McDonald, Robin Schulz \| – \| \| 6. Oktober 2017 – 16. November 2017 6 Wochen (insgesamt 9) \| 9 \| Axwell Λ Ingrosso \| More Than You Know Sebastian Ingrosso, Salem Al Fakir, Axel Hedfors, Vincent Pontare, Richard Zastenker \| – \| \| 17. November 2017 – 30. November 2017 2 Wochen \| 2 \| Dua Lipa \| New Rules Caroline Ailin, Ian Eric Kirkpatrick, Emily Warren Schwartz \| – \| \| 1. Dezember 2017 – 14. Dezember 2017 2 Wochen \| 2 \| DJ Khaled feat. Rihanna & Bryson Tiller \| Wild Thoughts Jahron Anthony Brathwaite, Jerry Duplessis, Robyn Fenty, David Devine McRae, Marvin Hough, Wyclef Jean, Khaled Khaled, Carlos Santana, Bryson Dujuan Tiller \| – \| \| 15. Dezember 2017 – 8. Februar 2018 8 Wochen (insgesamt 10) \| 10 \| Camila Cabello feat. Young Thug \| Havana Louis Russell Bell, Camila Cabello, Adam Feeney, Brittany Hazzard, Brian D. Lee, Brandon Perry, Alexandra Leah Tamposi, Jeffrey Williams, Pharrell Williams, Andrew Wotman \| – \| |                                      |                                         | |                           |
| ← 2016 |                                      |                                         | | → 2018 →                  |
| Zeitraum | Wo. ges.                             | Interpret                               | Titel Autor(en) | Zusätzliche Informationen |
| (Zeitraum, Wochen auf Platz eins, Interpret, Titel, Autor[en], zusätzliche Informationen) |                                      |                                         | |                           |
| 5. Dezember 2016 – 26. Januar 2017 7 Wochen (insgesamt 8) | 8                                    | Rag ’n’ Bone Man                        | Human Rory Graham, Jamie Hartman | –                         |
| 27. Januar 2017 – 6. April 2017 10 Wochen (insgesamt 15) | 15                                   | Ed Sheeran                              | Shape of You Ed Sheeran, Steve Mac, Johnny McDaid | –                         |
| 7. April 2017 – 27. April 2017 3 Wochen | 3                                    | Katy Perry feat. Skip Marley            | Chained to the Rhythm Max Martin, Sia Furler, Katy Perry, Ali Payami, Skip Marley                                                                                                 | –                         |
| 28. April 2017 – 25. Mai 2017 4 Wochen (insgesamt 15) | 15                                   | Ed Sheeran                              | Shape of You Ed Sheeran, Steve Mac, Johnny McDaid | –                         |
| 26. Mai 2017 – 15. Juni 2017 3 Wochen (insgesamt 9) | 9                                    | Luis Fonsi feat. Daddy Yankee           | Despacito Luis Fonsi, Erika Ender | –                         |
| 16. Juni 2017 – 22. Juni 2017 1 Woche (insgesamt 15) | 15                                   | Ed Sheeran                              | Shape of You Ed Sheeran, Steve Mac, Johnny McDaid | –                         |
| 23. Juni 2017 – 27. Juli 2017 5 Wochen (insgesamt 9) | 9                                    | Luis Fonsi feat. Daddy Yankee           | Despacito Luis Fonsi, Erika Ender | –                         |
| 28. Juli 2017 – 10. August 2017 2 Wochen (insgesamt 10) | 10                                   | Robin Schulz feat. James Blunt          | OK James Blunt, Junkx, Steve Mac, Maureen McDonald, Robin Schulz | –                         |
| 11. August 2017 – 17. August 2017 1 Woche (insgesamt 9) | 9                                    | Luis Fonsi feat. Daddy Yankee           | Despacito Luis Fonsi, Erika Ender | –                         |
| 18. August 2017 – 7. September 2017 3 Wochen (insgesamt 10) | 10                                   | Robin Schulz feat. James Blunt          | OK James Blunt, Junkx, Steve Mac, Maureen McDonald, Robin Schulz | –                         |
| 8. September 2017 – 28. September 2017 3 Wochen (insgesamt 9) | 9                                    | Axwell Λ Ingrosso                       | More Than You Know Sebastian Ingrosso, Salem Al Fakir, Axel Hedfors, Vincent Pontare, Richard Zastenker                                                                           | –                         |
| 29. September 2017 – 5. Oktober 2017 1 Woche (insgesamt 10) | 10                                   | Robin Schulz feat. James Blunt          | OK James Blunt, Junkx, Steve Mac, Maureen McDonald, Robin Schulz | –                         |
| 6. Oktober 2017 – 16. November 2017 6 Wochen (insgesamt 9) | 9                                    | Axwell Λ Ingrosso                       | More Than You Know Sebastian Ingrosso, Salem Al Fakir, Axel Hedfors, Vincent Pontare, Richard Zastenker                                                                           | –                         |
| 17. November 2017 – 30. November 2017 2 Wochen | 2                                    | Dua Lipa                                | New Rules Caroline Ailin, Ian Eric Kirkpatrick, Emily Warren Schwartz | –                         |
| 1. Dezember 2017 – 14. Dezember 2017 2 Wochen | 2                                    | DJ Khaled feat. Rihanna & Bryson Tiller | Wild Thoughts Jahron Anthony Brathwaite, Jerry Duplessis, Robyn Fenty, David Devine McRae, Marvin Hough, Wyclef Jean, Khaled Khaled, Carlos Santana, Bryson Dujuan Tiller         | –                         |
| 15. Dezember 2017 – 8. Februar 2018 8 Wochen (insgesamt 10) | 10                                   | Camila Cabello feat. Young Thug         | Havana Louis Russell Bell, Camila Cabello, Adam Feeney, Brittany Hazzard, Brian D. Lee, Brandon Perry, Alexandra Leah Tamposi, Jeffrey Williams, Pharrell Williams, Andrew Wotman | –                         |

## Alben
| ← 2016 ← | Liste der Nummer-eins-Hits in Ungarn | Liste der Nummer-eins-Hits in Ungarn | Liste der Nummer-eins-Hits in Ungarn | 2018 → |
| \| Zeitraum \| Wo. ges. \| Interpret \| Titel \| Zusätzliche Informationen \| \| (Zeitraum, Wochen auf Platz eins, Interpret, Titel, zusätzliche Informationen) \| \| \| \| \| \| ------------------------------------------------------------------------------ \| -------- \| ------------------------- \| ----------------------------- \| ------------------------------------------------------------------------------------------------------------------------------------------------------------------------------------------------------------------------- \| \| 21. November 2016 – 2. Februar 2017 10 Wochen (insgesamt 13) \| 13 \| Tankcsapda \| Dolgozzátok fel! \| – \| \| 3. Februar 2017 – 9. Februar 2017 1 Woche \| 1 \| Dés / Gezti \| A Pál utcai fiúk \| Im November 2016 lief die Musicalversion des Jugendromans Die Jungen von der Paulstraße von László Dés und Péter Gezti an.[1] Das Album setzt die Tradition der Musicalaufnahmen auf Platz 1 der ungarischen Charts fort. \| \| 10. Februar 2017 – 16. Februar 2017 1 Woche (insgesamt 13) \| 13 \| Tankcsapda \| Dolgozzátok fel! \| – \| \| 17. Februar 2017 – 23. Februar 2017 1 Woche \| 1 \| Rapülők \| Beszt Of \| 10 Jahre nach dem Comeback stand das Raptrio mit ihrer Hitsammlung wieder an der Chartspitze: das vierte Album brachte die vierte Nummer-eins-Platzierung. \| \| 24. Februar 2017 – 2. März 2017 1 Woche \| 1 \| Road \| Tizenhét \| – \| \| 3. März 2017 – 16. März 2017 2 Wochen (insgesamt 5) \| 5 \| Ed Sheeran \| ÷ \| – \| \| 17. März 2017 – 23. März 2017 1 Woche \| 1 \| Depeche Mode \| Spirit \| – \| \| 24. März 2017 – 6. April 2017 2 Wochen (insgesamt 5) \| 5 \| Ed Sheeran \| ÷ \| – \| \| 7. April 2017 – 13. April 2017 1 Woche (insgesamt 13) \| 13 \| Tankcsapda \| Dolgozzátok fel! \| – \| \| 14. April 2017 – 20. April 2017 1 Woche (insgesamt 2) \| 2 \| Quimby \| Micsodaország \| – \| \| 21. April 2017 – 27. April 2017 1 Woche (insgesamt 2) \| 2 \| Ossian \| Az igazi szabadság \| – \| \| 28. April 2017 – 4. Mai 2017 1 Woche \| 1 \| Hooligans \| 20. Jubileumi Koncertshow \| – \| \| 5. Mai 2017 – 11. Mai 2017 1 Woche (insgesamt 2) \| 2 \| Ossian \| Az igazi szabadság \| – \| \| 12. Mai 2017 – 18. Mai 2017 1 Woche (insgesamt 5) \| 5 \| Ed Sheeran \| ÷ \| – \| \| 19. Mai 2017 – 25. Mai 2017 1 Woche (insgesamt 2) \| 2 \| Linkin Park \| One More Light \| – \| \| 26. Mai 2017 – 1. Juni 2017 1 Woche (insgesamt 4) \| 4 \| Republic \| Kimondom a neved \| – \| \| 2. Juni 2017 – 22. Juni 2017 3 Wochen \| 3 \| Paddy and the Rats \| Riot City Outlaws \| – \| \| 23. Juni 2017 – 29. Juni 2017 1 Woche (insgesamt 2) \| 2 \| Quimby \| Micsodaország \| – \| \| 30. Juni 2017 – 13. Juli 2017 2 Wochen (insgesamt 4) \| 4 \| Republic \| Kimondom a neved \| – \| \| 14. Juli 2017 – 20. Juli 2017 1 Woche \| 1 \| Rómeó Vérzik \| Újratervezés \| – \| \| 21. Juli 2017 – 27. Juli 2017 1 Woche (insgesamt 2) \| 2 \| Linkin Park \| One More Light \| – \| \| 28. Juli 2017 – 3. August 2017 1 Woche (insgesamt 4) \| 4 \| Republic \| Kimondom a neved \| – \| \| 4. August 2017 – 10. August 2017 1 Woche \| 1 \| Anna and the Barbies \| Utópia \| – \| \| 11. August 2017 – 24. August 2017 2 Wochen (insgesamt 3) \| 3 \| Ganxsta Zolee és a Kartel \| K. O. \| – \| \| 25. August 2017 – 31. August 2017 1 Woche \| 1 \| Hangya \| 50 \| – \| \| 1. September 2017 – 7. September 2017 1 Woche \| 1 \| Hétköznapi Csalódások \| Nihilista Rock `n` Roll \| – \| \| 8. September 2017 – 14. September 2017 1 Woche (insgesamt 3) \| 3 \| Ganxsta Zolee és a Kartel \| K. O. \| – \| \| 15. September 2017 – 21. September 2017 1 Woche \| 1 \| Attila \| Ez az út az az út … \| – \| \| 22. September 2017 – 28. September 2017 1 Woche \| 1 \| Leander Kills \| Élet a halál előtt \| – \| \| 29. September 2017 – 19. Oktober 2017 3 Wochen (insgesamt 6) \| 6 \| Kowalsky meg a Vega \| Kilenc \| – \| \| 20. Oktober 2017 – 26. Oktober 2017 1 Woche \| 1 \| Depresszió \| Válaszok után … \| – \| \| 27. Oktober 2017 – 9. November 2017 2 Wochen \| 2 \| Hooligans \| Jubileum Best Of \| – \| \| 10. November 2017 – 7. Dezember 2017 4 Wochen (insgesamt 5) \| 5 \| Ákos \| Szintirock - Dupla Aréna 2016 \| – \| \| 8. Dezember 2017 – 14. Dezember 2017 1 Woche \| 1 \| Bëlga \| Csumpa \| – \| \| 15. Dezember 2017 – 21. Dezember 2017 1 Woche (insgesamt 3) \| 3 \| Tankcsapda \| Aréna Koncert \| – \| \| 22. Dezember 2017 – 28. Dezember 2017 1 Woche \| 1 \| (Musical) \| Álomutazó \| – \| \| 29. Dezember 2017 – 11. Januar 2018 2 Wochen (insgesamt 3) \| 3 \| Tankcsapda \| Aréna Koncert \| – \| |                                      |                                      |                                      | |
| ← 2016 |                                      |                                      |                                      | → 2018 → |
| Zeitraum | Wo. ges.                             | Interpret                            | Titel                                | Zusätzliche Informationen |
| (Zeitraum, Wochen auf Platz eins, Interpret, Titel, zusätzliche Informationen) |                                      |                                      |                                      | |
| 21. November 2016 – 2. Februar 2017 10 Wochen (insgesamt 13) | 13                                   | Tankcsapda                           | Dolgozzátok fel!                     | – |
| 3. Februar 2017 – 9. Februar 2017 1 Woche | 1                                    | Dés / Gezti                          | A Pál utcai fiúk                     | Im November 2016 lief die Musicalversion des Jugendromans Die Jungen von der Paulstraße von László Dés und Péter Gezti an. Das Album setzt die Tradition der Musicalaufnahmen auf Platz 1 der ungarischen Charts fort. |
| 10. Februar 2017 – 16. Februar 2017 1 Woche (insgesamt 13) | 13                                   | Tankcsapda                           | Dolgozzátok fel!                     | – |
| 17. Februar 2017 – 23. Februar 2017 1 Woche | 1                                    | Rapülők                              | Beszt Of                             | 10 Jahre nach dem Comeback stand das Raptrio mit ihrer Hitsammlung wieder an der Chartspitze: das vierte Album brachte die vierte Nummer-eins-Platzierung.                                                             |
| 24. Februar 2017 – 2. März 2017 1 Woche | 1                                    | Road                                 | Tizenhét                             | – |
| 3. März 2017 – 16. März 2017 2 Wochen (insgesamt 5) | 5                                    | Ed Sheeran                           | ÷                                    | – |
| 17. März 2017 – 23. März 2017 1 Woche | 1                                    | Depeche Mode                         | Spirit                               | – |
| 24. März 2017 – 6. April 2017 2 Wochen (insgesamt 5) | 5                                    | Ed Sheeran                           | ÷                                    | – |
| 7. April 2017 – 13. April 2017 1 Woche (insgesamt 13) | 13                                   | Tankcsapda                           | Dolgozzátok fel!                     | – |
| 14. April 2017 – 20. April 2017 1 Woche (insgesamt 2) | 2                                    | Quimby                               | Micsodaország                        | – |
| 21. April 2017 – 27. April 2017 1 Woche (insgesamt 2) | 2                                    | Ossian                               | Az igazi szabadság                   | – |
| 28. April 2017 – 4. Mai 2017 1 Woche | 1                                    | Hooligans                            | 20. Jubileumi Koncertshow            | – |
| 5. Mai 2017 – 11. Mai 2017 1 Woche (insgesamt 2) | 2                                    | Ossian                               | Az igazi szabadság                   | – |
| 12. Mai 2017 – 18. Mai 2017 1 Woche (insgesamt 5) | 5                                    | Ed Sheeran                           | ÷                                    | – |
| 19. Mai 2017 – 25. Mai 2017 1 Woche (insgesamt 2) | 2                                    | Linkin Park                          | One More Light                       | – |
| 26. Mai 2017 – 1. Juni 2017 1 Woche (insgesamt 4) | 4                                    | Republic                             | Kimondom a neved                     | – |
| 2. Juni 2017 – 22. Juni 2017 3 Wochen | 3                                    | Paddy and the Rats                   | Riot City Outlaws                    | – |
| 23. Juni 2017 – 29. Juni 2017 1 Woche (insgesamt 2) | 2                                    | Quimby                               | Micsodaország                        | – |
| 30. Juni 2017 – 13. Juli 2017 2 Wochen (insgesamt 4) | 4                                    | Republic                             | Kimondom a neved                     | – |
| 14. Juli 2017 – 20. Juli 2017 1 Woche | 1                                    | Rómeó Vérzik                         | Újratervezés                         | – |
| 21. Juli 2017 – 27. Juli 2017 1 Woche (insgesamt 2) | 2                                    | Linkin Park                          | One More Light                       | – |
| 28. Juli 2017 – 3. August 2017 1 Woche (insgesamt 4) | 4                                    | Republic                             | Kimondom a neved                     | – |
| 4. August 2017 – 10. August 2017 1 Woche | 1                                    | Anna and the Barbies                 | Utópia                               | – |
| 11. August 2017 – 24. August 2017 2 Wochen (insgesamt 3) | 3                                    | Ganxsta Zolee és a Kartel            | K. O.                                | – |
| 25. August 2017 – 31. August 2017 1 Woche | 1                                    | Hangya                               | 50                                   | – |
| 1. September 2017 – 7. September 2017 1 Woche | 1                                    | Hétköznapi Csalódások                | Nihilista Rock `n` Roll              | – |
| 8. September 2017 – 14. September 2017 1 Woche (insgesamt 3) | 3                                    | Ganxsta Zolee és a Kartel            | K. O.                                | – |
| 15. September 2017 – 21. September 2017 1 Woche | 1                                    | Attila                               | Ez az út az az út …                  | – |
| 22. September 2017 – 28. September 2017 1 Woche | 1                                    | Leander Kills                        | Élet a halál előtt                   | – |
| 29. September 2017 – 19. Oktober 2017 3 Wochen (insgesamt 6) | 6                                    | Kowalsky meg a Vega                  | Kilenc                               | – |
| 20. Oktober 2017 – 26. Oktober 2017 1 Woche | 1                                    | Depresszió                           | Válaszok után …                      | – |
| 27. Oktober 2017 – 9. November 2017 2 Wochen | 2                                    | Hooligans                            | Jubileum Best Of                     | – |
| 10. November 2017 – 7. Dezember 2017 4 Wochen (insgesamt 5) | 5                                    | Ákos                                 | Szintirock - Dupla Aréna 2016        | – |
| 8. Dezember 2017 – 14. Dezember 2017 1 Woche | 1                                    | Bëlga                                | Csumpa                               | – |
| 15. Dezember 2017 – 21. Dezember 2017 1 Woche (insgesamt 3) | 3                                    | Tankcsapda                           | Aréna Koncert                        | – |
| 22. Dezember 2017 – 28. Dezember 2017 1 Woche | 1                                    | (Musical)                            | Álomutazó                            | – |
| 29. Dezember 2017 – 11. Januar 2018 2 Wochen (insgesamt 3) | 3                                    | Tankcsapda                           | Aréna Koncert                        | – |